# Banco de dados espaciais
Banco de dados espaciais é um banco de dados utilizado para armazenamento de informações sobre o espaço geográfico.
Pertencem a essa categoria os bancos de dados de projeto e os geográficos.podem ser armazenados em software, como computador dos usuários,algumas fontes como: cena carta, 
INE (shape),
cadastros municipais ,
Censos populacionais
Ussgs
DIVA-GIS
INPE (imagens de satelites)

## Consultas espaciais
Consultas espaciais são consultas realizadas por bancos de dados geográficos.
Consulta por proximidade
São Consultas que buscam certo tipo de objeto baseado na proximidade de um ponto específico. Outra forma deste tipo de consulta é conhecida por consulta da maior vizinhança, que consiste em buscar a entidade espacial mais próxima de determinado ponto.
Consultas de região
São consultas que buscam os objetos contidos integral ou parcialmente numa região espacial especificada.